# Lijst van beelden in Den Haag-Noord
Dit is een (onvolledige) chronologische lijst van beelden in Den Haag-Noord. Onder een beeld wordt hier verstaan elk driedimensionaal kunstwerk in de openbare ruimte van de Nederlandse gemeente Den Haag, waarbij beeld wordt gebruikt als verzamelbegrip voor sculpturen, standbeelden, installaties, gedenktekens en overige beeldhouwwerken.

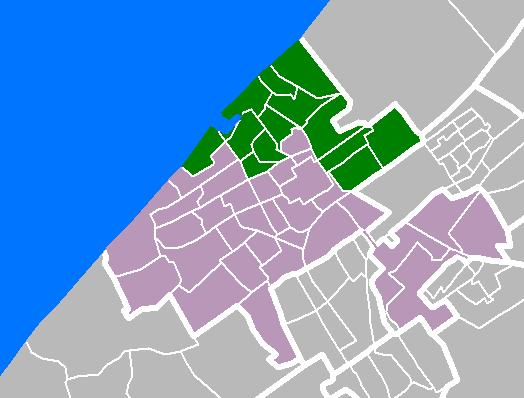

In deze lijst zijn niet de beelden opgenomen van de Beeldengalerij P. Struycken, de beeldenroute in het centrum van Den Haag. Verder wordt jaarlijks door Den Haag Sculptuur een beeldententoonstelling op het Lange Voorhout georganiseerd, ook deze tentoonstelling is niet opgenomen in deze lijst.
Den Haag-Noord bestaat uit de stadsdelen Scheveningen en Haagse Hout. Het wordt begrensd door de Noordzee in het noorden, de stadsgrenzen van Den Haag in het oosten en het zuidoosten en de Koningskade met Raamweg, Kerkhoflaan, Carnegielaan, Houtrustweg en Nieboerweg in het zuiden en zuidwesten.
Voor een volledig overzicht van de beschikbare afbeeldingen zie: Beelden in Den Haag-Noord op Wikimedia Commons.
| Titel                                          | Kunstenaar                                            | Straat                                                                       | Jaar                                            | Materiaal                        | Afbeelding |
| ---------------------------------------------- | ----------------------------------------------------- | ---------------------------------------------------------------------------- | ----------------------------------------------- | -------------------------------- | ---------- |
| Gedenknaald landing Willem I                   | J.M. van der Made & Arend Roodenburg                  | Zeekant                                                                      | 1865                                            |                                  |            |
| Ver Huellbank                                  | Eugène Lacomblé & A. van Roon                         | Ver Huellweg                                                                 | 1881                                            | marmer                           |            |
| Gedenkmonument Constantijn Huygens             | Arend Odé                                             | Ary van der Spuyweg                                                          | 1897                                            |                                  |            |
| Gedenkmonument Richard Hol                     | Bart van Hove & G.M. van der Made                     | Groot Hertoginnelaan                                                         | 1906                                            |                                  |            |
| Gedenkmonument Jacob en Willem Maris           | Charles van Wijk                                      | Carnegielaan                                                                 | 1916                                            |                                  |            |
| Monument Leger en Vloot                        | Dirk Roosenburg & Toon Dupuis                         | Strandweg                                                                    | 1921                                            |                                  |            |
| Monument voor Theo van Hoytema                 | G. Knuttel jr. (ontwerp), Abraham Planje (uitvoering) | Van Hoytemaplein                                                             | 1923                                            |                                  |            |
| Kind met eend en vogeldrinkbak                 | Fransje Carbasius                                     | Stadhouderslaan, Beeldenpark Gemeentemuseum Den Haag                         | 1932                                            |                                  |            |
| Monument koningin-moeder Emma                  | Toon Dupuis & Co Brandes                              | Josef Israelsplein                                                           | 1936                                            |                                  |            |
| Monument Jan Toorop                            | John Rädecker                                         | Jacob Catslaan                                                               | 1937                                            |                                  |            |
| Veilig in 't verkeer                           | Dirk Wolbers                                          | Conradbrug/Laan van Meerdervoort                                             | 1937                                            |                                  |            |
| Twee beelden                                   | Joop van Lunteren                                     | Conradbrug/Laan van Meerdervoort                                             | 1937                                            |                                  |            |
| Monument Albert Vogel sr.                      | Antoon Molkenboer                                     | Frederik Hendrikplein                                                        | 1938                                            |                                  |            |
| Gerda en het rendier                           | Corinne Franzén-Heslenfeld                            | Park Marlot                                                                  | 1938                                            |                                  |            |
| Het ontwaken                                   | Lex Meeussen                                          | Park Clingendael                                                             | 1941                                            |                                  |            |
| Personificatie van de elektriciteit            | Dirk Bus                                              | Van Diepenburchstraat                                                        | 1942                                            |                                  |            |
| Meisje met bloemen in het haar                 | Leen Blom                                             | Plesmanweg                                                                   | 1942                                            | euville                          |            |
| Reliëf Slachtoffers 40-45                      | Theo van der Nahmer                                   | Tesselseplein                                                                | 1948                                            |                                  |            |
| Dynamisch-Contemplatief                        | Marian Gobius                                         | Park Marlot                                                                  | 1948                                            |                                  |            |
| Edelhert                                       | Kees de Kruijff                                       | Oostduinlaan, weide                                                          | 1949                                            |                                  |            |
| Vrouw                                          | John Rädecker                                         | Westbroekpark                                                                | 1950                                            |                                  |            |
| Sprookje                                       | Joop van Kralingen                                    | Sweelinckplein                                                               | 1950                                            |                                  |            |
| Scheveninger en Scheveningse                   | Rudi Rooijackers                                      | Dr. Lelykade/Bergenstraat                                                    | 1952                                            |                                  |            |
| Troelstra Monument                             | Piet Esser                                            | Westbroekpark                                                                | 1953                                            | brons/beton                      |            |
| Vrouw                                          | Charlotte van Pallandt                                | Stadhouderslaan, Beeldenpark Gemeentemuseum Den Haag                         | 1953                                            |                                  |            |
| Ceres (Landbouw)                               | Hans Reicher                                          | Prins Clauaslaan 6                                                           | 1953?                                           |                                  |            |
| Liggende vrouwenfiguur (Visserij)              | Katinka van Rood                                      | Prins Clauaslaan 6                                                           | 1953 ?                                          |                                  |            |
| Twee meisjes                                   | Jos van Riemsdijk                                     | Stadhoudersplantsoen                                                         | 1954                                            |                                  |            |
| Reliëf "Akkerbouw"                             | Albert Termote                                        | Stadhoudersplantsoen 12                                                      | 1954                                            |                                  |            |
| Juliana van Stolberg                           | Bon Ingen-Housz & Dirk Roosenburg                     | Koningin Marialaan                                                           | 1954                                            |                                  |            |
| Job                                            | Pearl Perlmuter                                       | Westbroekpark                                                                | 1954                                            | brons                            |            |
| De vier elementen                              | Jan Havermans                                         | Churchillplein                                                               | 1955                                            | steen                            |            |
| Kind met vogeltje                              | Leen Blom                                             | Jacob de Graefflaan                                                          | 1955                                            |                                  |            |
| Monument koningin Juliana ("De zandloper")     | Johan Coenraad Altorf & Jo Limburg                    | Stuyvesantplein /oorspr. Juliana van Stolbergplein                           | 1956/oorspr. 1909                               |                                  |            |
| Bokspringende meisjes                          | Nic Jonk                                              | Jacob Mulderweg/Bertus Rimaweg                                               | 1956                                            |                                  |            |
| Moeder en kind                                 | Nic Jonk                                              | Jacob Mulderweg                                                              | 1956                                            |                                  |            |
| Moeder en kind 2                               | Nic Jonk                                              | Jacob Mulderweg                                                              | 1956                                            |                                  |            |
| Eline Vere                                     | Theo van der Nahmer                                   | Groot Hertoginnelaan                                                         | 1958                                            |                                  |            |
| Jacob en de engel                              | Carel Kneulman                                        | Stadhouderslaan, Beeldenpark Gemeentemuseum Den Haag                         | 1958                                            |                                  |            |
| Stedemaagd                                     | Bram Roth                                             | Sweelinckplein (2007)                                                        | 1959/2007                                       | hardsteen                        |            |
| Twee vrouwen met parasol                       | Bram Roth                                             | Westbroekpark                                                                | 1960                                            |                                  |            |
| Amazone                                        | Bram Roth                                             | Conradkade                                                                   | 1960                                            |                                  |            |
| Monument voor hen die vielen                   | Arie Teeuwisse                                        | Keizerstraat, Oude Kerk                                                      | 1961                                            | brons                            |            |
| Odysseus en de Sirenen                         | Everdine Schuurman-Henny                              | Westbroekpark                                                                | 1961                                            |                                  |            |
| Zon                                            | Aart van den IJssel                                   | Gradaland                                                                    | 1961                                            |                                  |            |
| Monument Jan Pieterszoon Sweelinck             | Dirk Bus                                              | Sweelinckplein                                                               | 1962                                            |                                  |            |
| Zittende vrouw                                 | Theo van der Nahmer                                   | Westbroekpark                                                                | 1962                                            |                                  |            |
| Moeder met kind en kinderwagen                 | Bram Roth                                             | Westbroekpark                                                                | 1962                                            |                                  |            |
| Drie reidansende vrouwen                       | Han Rehm                                              | Wassenaarseweg, ANWB                                                         | 1962                                            |                                  |            |
| Ruth                                           | Jorien Rooijmans-de Kruyff van Dorssen                | Parelmoerhorst                                                               | 1964                                            |                                  |            |
| Omarming                                       | Wessel Couzijn                                        | Westbroekpark                                                                | 1964                                            |                                  |            |
| Constructie                                    | André Volten                                          | Koningin Marialaan                                                           | 1964                                            |                                  |            |
| Large locking piece                            | Henry Moore                                           | Stadhouderslaan, Beeldenpark Gemeentemuseum Den Haag                         | 1965                                            |                                  |            |
| Moderne stad                                   | André Volten                                          | Bezuidenhoutseweg                                                            | 1965                                            |                                  |            |
| Moeder en kind                                 | Rudi Rooijackers                                      | Catharinaland                                                                | 1965                                            |                                  |            |
| Reliëf en mozaïek                              | Jan Snoeck                                            | Bezuidenhoutseweg                                                            | 1965                                            |                                  |            |
| Marinemonument                                 | Mari Andriessen                                       | Zeekant/Strandweg                                                            | 1966                                            |                                  |            |
| Metalen object                                 | Huub Hierck                                           | Tarwekamp                                                                    | 1966                                            |                                  |            |
| Plastiekengroep                                | Jef van Leeuwen                                       | Isabellaland                                                                 | 1966                                            |                                  |            |
| zonder titel                                   | Eric Boot                                             | Isabellaland                                                                 | 1966                                            |                                  |            |
| zonder titel                                   | Phil van de Klundert                                  | Isabellaland                                                                 | 1966                                            |                                  |            |
| Europa                                         | Dirk Bus                                              | Hofzichtlaan                                                                 | 1966                                            |                                  |            |
| De thuiskomst                                  | Joop Pellinkhof                                       | Hofzichtlaan                                                                 | 1966                                            |                                  |            |
| Albert Plesman                                 | Mari Andriessen                                       | Albert Plesmanweg, van 1959 tot 1967 op de Prof. Teldersweg/Koninginnegracht | 1959                                            |                                  |            |
| Scrutant l'horizon                             | Jean Arp                                              | Bezuidenhoutseweg                                                            | 1967                                            | porfier                          |            |
| Schelpen                                       | Rein Draijer                                          | President Kennedylaan                                                        | 1968                                            |                                  |            |
| Space flower                                   | Mariëtte Muller                                       | Wassenaarseweg, ANWB                                                         | 1968                                            |                                  |            |
| Entr'act                                       | Edith Imkamp                                          | Westduinweg                                                                  | 1968                                            |                                  |            |
| Signalement                                    | Theo van der Nahmer                                   | Groenhovenstraat                                                             | 1968                                            |                                  |            |
| Derde en vierde dimensie                       | Antoine Pevsner                                       | Johan de Wittlaan, World Forum Convention Centre                             | 1969                                            |                                  |            |
| Acht objecten                                  | Joop Beljon                                           | Onyxhorst                                                                    | 1969                                            |                                  |            |
| Vogelvechter                                   | Frank Letterie                                        | Han Stijkelplein                                                             | 1970                                            |                                  |            |
| Staand en liggend                              | Jan Maaskant                                          | Stadhouderslaan, Beeldenpark Gemeentemuseum Den Haag                         | 1972                                            |                                  |            |
| Boom                                           | Lon Pennock                                           | Hoge Prins Willemstraat                                                      | 1973                                            |                                  |            |
| Bank                                           | Arjen Toet                                            | Westbroekpark                                                                | 1973                                            |                                  |            |
| Flaneur                                        | Theo van der Nahmer                                   | Van Stolkweg                                                                 | 1973                                            |                                  |            |
| Icarus                                         | Piet Esser                                            | Stadhouderslaan, Beeldenpark Gemeentemuseum Den Haag                         | 1974                                            |                                  |            |
| Ariadne                                        | Nico Onkenhout                                        | Westbroekpark                                                                | 1974                                            |                                  |            |
| Torsie                                         | Ger Zijlstra                                          | Westbroekpark                                                                | 1974                                            |                                  |            |
| Versterkte hoeklijn 2                          | Joop Pellinkhof                                       | Het Kleine Loo                                                               | 1974                                            |                                  |            |
| Moeder Aarde                                   | Nico Onkenhout                                        | Zwedenbrug                                                                   | 1976                                            |                                  |            |
| Roadline                                       | André van Lier                                        | Schenkviaduct                                                                | 1978 (kort na de plaatsing tweemaal omgevallen) |                                  |            |
| Granito nr. 9                                  | Hans Kleyweg                                          | Prof. B.M. Teldersweg                                                        | 1978                                            | Granito                          |            |
| Object                                         | Toon Kelder                                           | Westbroekpark                                                                | 1978                                            |                                  |            |
| Synthetische constructie F8-1B                 | Joost Baljeu                                          | Plesmanweg                                                                   | 1978                                            |                                  |            |
| Afgeknotte boom                                | Rein Draijer                                          | Isabellaland                                                                 | 1979                                            |                                  |            |
| Meisje op koffer                               | Jaroslawa Dankowa                                     | Aegonplein                                                                   | 1979                                            |                                  |            |
| Doorkijkkubus                                  | Jack van Osnabrugge                                   | Denenburg                                                                    | 1979                                            |                                  |            |
| Tonnenmonument                                 | Phil van de Klundert                                  | Dr. Lelykade                                                                 | 1979                                            |                                  |            |
| Object                                         | Jack van Osnabrugge                                   | Van Boetzelaerlaan                                                           | 1979                                            |                                  |            |
| Monument Englandspiel / De val van Icarus      | Titus Leeser                                          | Hogeweg (Scheveningse Bosjes)                                                | 1980                                            |                                  |            |
| Het gesprek                                    | Berry Holslag                                         | Westbroekpark                                                                | 1980                                            | keramiek                         |            |
| Balance of sheets                              | Lon Pennock                                           | Johan de Wittlaan/Stadhouderslaan                                            | 1980                                            |                                  |            |
| Phoenix                                        | Dick Loef                                             | Kerkhoflaan voor de ingang van Begraafplaats Sint Petrus Banden              | 1981                                            |                                  |            |
| Vrouw                                          | Dirk Bus                                              | Zuidwerfplein                                                                | 1981                                            |                                  |            |
| De wonderbare visvangst                        | Sybille Krosch                                        | Badhuiskade                                                                  | 1981                                            |                                  |            |
| Vissermonument                                 | Gerard Bakker                                         | Strandweg/Kalhuisplaats                                                      | 1982                                            | brons                            |            |
| Lazarus leert opnieuw lopen                    | Carel Kneulman                                        | Westbroekpark                                                                | 1982                                            |                                  |            |
| Untitled object                                | Donald Judd                                           | Stadhouderslaan, Beeldenpark Gemeentemuseum Den Haag                         | 1983                                            | Cortenstaal                      |            |
| Monument voor het wiel                         | Robert Pleysier                                       | Werfstraat                                                                   | 1983                                            |                                  |            |
| Berbermeisje                                   | Dick Loef                                             | W. Beukelszoonplein                                                          | 1983                                            |                                  |            |
| Zonder titel                                   | Auke de Vries                                         | Bezuidenhoutseweg                                                            | 1984                                            |                                  |            |
| De klamper                                     | Jan de Baat                                           | Reigersbergenweg                                                             | 1984                                            |                                  |            |
| Girante                                        | Mark Rietmeijer                                       | Theresiastraat/De Sillestraat                                                | 1984                                            |                                  |            |
| Bokje                                          | Carla Rutgers                                         | Utenbroekestraat                                                             | 1984                                            |                                  |            |
| Object                                         | Matthijs van Dam & Peter Jansen                       | Prof. B.M. Teldersweg                                                        | 1984                                            |                                  |            |
| Paard Jolian                                   | Lancelot Samson                                       | Tesselsestraat                                                               | 1984                                            |                                  |            |
| Zes sculpturen                                 | Carel Visser                                          | Stadhouderslaan, Museon                                                      | 1985                                            |                                  |            |
| Paalzitter                                     | Ingrid Rollema                                        | Pietermanstraat                                                              | 1985                                            |                                  |            |
| Stokvis                                        | Ingrid Rollema                                        | Scholstraat                                                                  | 1985                                            |                                  |            |
| Square Knot                                    | Shinkichi Tajiri                                      | Carel van Bylandtlaan, Shell                                                 | 1986                                            |                                  |            |
| Buste van Stalin en haring                     | Vitaly Komar & Alexander Melamid                      | Stadhouderslaan, Beeldenpark Gemeentemuseum Den Haag                         | 1986                                            |                                  |            |
| Gravin van Bylandt                             | Evert den Hartog                                      | Wassenaarseweg                                                               | 1987                                            |                                  |            |
| Twee zuilen                                    | Piet Slegers                                          | Strandweg, rotonde                                                           | 1987                                            |                                  |            |
| Drie muurtjes en zuiltjes                      | Eddy Stikkelorum                                      | Johan Camphuysstraat                                                         | 1987                                            |                                  |            |
| Dansend meisje                                 | Jean en Marianne Bremers                              | Park Clingendael                                                             | 1988                                            |                                  |            |
| Plastiek                                       | Andrew Stonyer                                        | Theresiastraat / Kon. Marialaan                                              | 1988                                            |                                  |            |
| Stele                                          | Frank Heerema                                         | Rijslag                                                                      | 1988                                            |                                  |            |
| Kleuter op driewieler                          | Renske Morks                                          | Diamanthorst                                                                 | 1988                                            |                                  |            |
| Model voor het reliëf met geometrische figuren | Sol LeWitt                                            | Stadhouderslaan, Beeldenpark Gemeentemuseum Den Haag                         | 1988/1990                                       | leisteen                         |            |
| Indisch Monument                               | Jaroslawa Dankowa                                     | Prof. B.M. Teldersweg (Scheveningse Bosjes)                                  | 1989                                            |                                  |            |
| zonder titel                                   | Ferry Simonis                                         | Reigersbergenweg / Bezuidenhoutseweg                                         | 1989                                            |                                  |            |
| zonder titel                                   | Frank Heerema                                         | Juliana van Stolberglaan                                                     | 1989                                            | staal                            |            |
| Monument menselijke vergissing                 | Marijke de Goey                                       | Schenkkade                                                                   | 1991                                            |                                  |            |
| Homomonument Den Haag Internationaal           | Theo ten Have                                         | Plesmanweg                                                                   | 1993                                            |                                  |            |
| De doorbraak                                   | Kees Verkade                                          | Circusplein                                                                  | 1993                                            |                                  |            |
| Wim Kan en Corry Vonk                          | Siemen Bolhuis                                        | Gevers Deynootplein                                                          | 1997(1986)                                      |                                  |            |
| zonder titel                                   | William Speakman                                      | Wilhelmina van Pruisenlaan                                                   | 2002                                            |                                  |            |
| Big Fish Day (avant la lettre)                 | David Bade                                            | Stadhouderslaan, Beeldenpark Gemeentemuseum Den Haag                         | 2002                                            | diverse materialen (mixed media) |            |
| Betico Croes                                   | Maritza Erasmus                                       | Schimmelpennincklaan                                                         | 2003                                            |                                  |            |
| Communicatie                                   | Jan Wolkers                                           | Prinses Beatrixlaan 23                                                       | 2004(1968)                                      |                                  |            |
| Dubbel                                         | Pépé Grégoire                                         | Circusplein                                                                  | 2004                                            |                                  |            |
| Icarus                                         | Jan Steen                                             | Circusplein                                                                  | 2004                                            |                                  |            |
| Interconnected sculpture                       | Abraham David Christian                               | Circusplein                                                                  | 2004                                            |                                  |            |
| La Grande Fleur qui Marche                     | Fernand Léger                                         | Circusplein                                                                  | 2004                                            |                                  |            |
| Sitting Couple                                 | Lynn Chadwick                                         | Circusplein                                                                  | 2004                                            |                                  |            |
| De Draadloper                                  | Henk Visch                                            | Carel van Bylandtlaan                                                        | 2005                                            |                                  |            |
| onbekend (2x "Kroonluchters")                  | Han Schuil                                            | Prins Willem Alexanderweg (La Fenêtre)                                       | 2005                                            |                                  |            |
| Veiligheid leefbaarheid                        | Aart Lamberts                                         | Carolina van Nassaustraat, binnentuin appartementen-/kantoorcomplex          | 2006                                            |                                  |            |
| There is no song about it                      | Henk Visch                                            | Aegonplein                                                                   | 2007                                            |                                  |            |
| Icarus                                         | Ingrid Rollema                                        | Tarwekamp/Gerstkamp                                                          | 2007 (gestolen in 2009)                         |                                  |            |
| Gezins- en kinderverzorgster                   | Dirk Bus                                              | Westbroekpark                                                                | 2009/1957                                       |                                  |            |
| TOM                                            | Elselien van der Graaf                                | Prins Clauslaan (Parket-Generaal)                                            | 2011                                            | brons                            |            |
| Walk to Freedom Nelson Mandela                 | Arie Schippers                                        | President Kennedylaan 5                                                      | 2012                                            |                                  |            |
| Indische Tantes                                | Loek Bos                                              | Frederik Hendrikplein                                                        | 2013                                            |                                  |            |
| The gift                                       | Navid Nuur                                            | Van Alkemadelaan                                                             | 2016                                            |                                  |            |
| George Maduro                                  | Jikke van Loon                                        | Maduroplein                                                                  | 2017                                            |                                  |            |
| Doornuittrekker                                | onbekend                                              | Stadhouderslaan, Beeldenpark Gemeentemuseum Den Haag                         |                                                 |                                  |            |
| Luci di Nara (light of the moon)               | Igor Mitoraj                                          | Scheveningseslag                                                             |                                                 |                                  |            |
| Plastiek met fontein                           |                                                       | Oostduinlaan                                                                 |                                                 |                                  |            |
| Haringeter                                     | Tom Otterness                                         | Boulevard Scheveningen                                                       |                                                 |                                  |            |
| Social Sofa                                    | Onbekend                                              | Royaardsplein                                                                |                                                 |                                  |            |
| Hans Brinker                                   | onbekend                                              | Madurodam                                                                    |                                                 |                                  |            |
| Zwaartepunt                                    | André van Lier                                        | Bordewijklaan                                                                | 1993                                            |                                  |            |
| onbekend                                       | onbekend                                              | Hendrinaland                                                                 |                                                 |                                  |            |
| onbekend                                       | Auke de Vries                                         | Churchillplein, World Forum Convention Centre                                |                                                 |                                  |            |
| De gelaarsde kat                               | Johan Keller                                          | Westbroekpark                                                                |                                                 | brons                            |            |
| Haagse Pluim                                   | Ivo Coljé                                             | Westbroekpark                                                                |                                                 |                                  |            |
| onbekend                                       |                                                       | Gevers Deynootplein                                                          |                                                 |                                  |            |
| onbekend                                       |                                                       | Helenastraat (op muur van school)                                            |                                                 | keramiek                         |            |
| Room 1999                                      | Hans van Bentem                                       | Prins Willem-Alexanderhof/Prinses Irenepad                                   |                                                 |                                  |            |
| Reliëf (Balspelende kinderen)                  | onbekend                                              | Amalia van Solmsstraat, school                                               |                                                 |                                  |            |
| onbekend                                       |                                                       | Gevers Deynootweg                                                            |                                                 |                                  |            |
| onbekend (25 jaar Lummus 1954-1979)            |                                                       | Plesmanweg                                                                   | 1979                                            |                                  |            |
| onbekend                                       | onbekend                                              | Wassenaarseweg, ANWB                                                         |                                                 |                                  |            |